# Sem Dirks
Sem Dirks (Beverwijk, 14 maart 2001) is een Nederlands voetballer die doorgaans speelt als centrumverdediger of linksback.

## Carrière
Dirks speelde in de jeugd van RKVV DEM en AZ. In 2020 maakte hij de overstap naar Jong AZ. Hij debuteerde in het betaald voetbal voor dit elftal op 29 augustus 2020, in een met 6-1 verloren uitwedstrijd bij NAC Breda. Hij begon in de basis en werd in de 68e minuut vervangen door Tijs Velthuis. Op 18 juni 2021 tekende Dirks zijn eerste profcontract dat hem tot medio 2022 aan AZ verbond met een optie voor nog een extra seizoen. Eind januari 2022 maakte hij samen met ploeggenoot Richard Sedláček de overstap naar VVV-Venlo. Dirks werd voor de rest van het seizoen verhuurd aan de Limburgse eerstedivisionist die tevens een optie tot koop bedong. Daar debuteerde hij op 4 februari 2022 direct in de basiself, in een met 0-5 gewonnen uitwedstrijd bij MVV Maastricht. Op 1 april 2022 maakte AZ bekend dat de optie in het aflopende contract werd gelicht. Zijn verbintenis werd verlengd tot medio 2023. Na afloop van het seizoen maakte VVV-Venlo gebruik van de optie tot koop om de verdediger over te nemen van AZ. Dirks tekende in Venlo een tweejarig contract met een optie voor nog een extra seizoen. In zijn eerste seizoen kwam Dirks nog in 14 competitiewedstrijden in actie, maar in zijn tweede seizoen deed VVV-trainer Rick Kruys geen beroep meer op hem. Eind maart 2024 maakte de club bekend de optie in zijn aflopende contract niet te zullen lichten. Na een proefperiode sloot hij in augustus 2024 aan als amateur bij Telstar. In de eerste seizoenshelft speelde hij daar zestien competitie- en twee bekerwedstrijden, waarna de Velsense club hem een profcontract aanbood. Dirks koos echter voor een Spaans avontuur en vertrok in januari 2025 voor 2,5 jaar naar Terrassa FC, waar hij na Gylermo Siereveld, Quinten van den Heerik en Tom Boere de vierde Nederlander in de selectie werd.

## Clubstatistieken

#### Beloften
| 2020/21                               | Jong AZ         | Eerste divisie  | 4  | 0 | 4  | 0 |
| 2021/22                               | Jong AZ         | Eerste divisie  | 15 | 0 | 15 | 0 |
| Totaal beloften                       | Totaal beloften | Totaal beloften | 19 | 0 | 19 | 0 |
| Bijgewerkt tot en met 31 januari 2022 |                 |                 |    |   |    |   |

#### Senioren
| Seizoen                              | Club            | Competitie         | Competitie | Competitie | Beker | Beker | Overige | Overige | Totaal | Totaal |
| Seizoen                              | Club            | Competitie         | Wed.       | Dlp.       | Wed.  | Dlp.  | Wed.    | Dlp.    | Wed.   | Dlp.   |
| ------------------------------------ | --------------- | ------------------ | ---------- | ---------- | ----- | ----- | ------- | ------- | ------ | ------ |
| 2021/22                              | → VVV-Venlo     | Eerste divisie     | 10         | 0          | 0     | 0     | —       | —       | 10     | 0      |
| 2022/23                              | VVV-Venlo       | Eerste divisie     | 14         | 0          | 1     | 0     | 3       | 0       | 18     | 0      |
| 2023/24                              | VVV-Venlo       | Eerste divisie     | 0          | 0          | 0     | 0     | —       | —       | 0      | 0      |
| 2024/25                              | Telstar         | Eerste divisie     | 16         | 0          | 2     | 0     | —       | —       | 18     | 0      |
| 2024/25                              | Terrassa FC     | Segunda Federación | 0          | 0          | 0     | 0     | —       | —       | 0      | 0      |
| Totaal senioren                      | Totaal senioren | Totaal senioren    | 40         | 0          | 3     | 0     | 3       | 0       | 46     | 0      |
| Carrièretotaal                       | Carrièretotaal  | Carrièretotaal     | 59         | 0          | 3     | 0     | 3       | 0       | 65     | 0      |
| Bijgewerkt tot en met 8 januari 2025 |                 |                    |            |            |       |       |         |         |        |        |